# Jacob Rathe
Jacob Rathe (Portland, Oregón, 13 de marzo de 1991) es un ciclista estadounidense.

## Trayectoria
Debutó como profesional en 2010, en las filas del equipo Jelly Belly presented by Kenda. En 2011 fue fichado por el equipo filial sub-23 del Garmin, el Chipotle Development Team. Se destacó esa temporada con dos triunfos de etapa, una en Rutas de América (Uruguay) y otra en la Vuelta a Portugal.
Además obtuvo puestos de honor al ser tercero en la París-Roubaix sub-23, la misma ubicación en la carrera en ruta sub-23 del Campeonato Panamericano de Ciclismo y también fue vicecampeón de ruta de Estados Unidos en la misma categoría.
En 2012 dio el salto al principal equipo de la estructura, haciendo su debut en un equipo ProTour.

## Palmarés
2011
- 1 etapa de Rutas de América
- 1 etapa de la Vuelta a Portugal

2017
- Tour de Xingtái, más 1 etapa[1]

2018
- 3.º en el Campeonato de Estados Unidos en Ruta